# ميشيرو ياماني
ميشيرو ياماني (باليابانية: 山根 ミチル) وهي موسيقية ألعاب فيديو يابانية ولدت في يوم 23 سبتمبر 1963 في محافظة كاغاوا في اليابان وهي مصممة موسيقى سلسلة ألعاب كاسلفينيا وألعاب كونامي أُخرى منها سوكيدون ونيميسيس 3.

## أعمال

### ألعاب فيديو
- كاسلفينيا داون أوف سوروف
- برو إيفوليوشن سوكر 2
- برو إيفوليوشن سوكر
- كاسلفينيا: سيمفوني أوف ذا نايت
- كونترا: هارد كوربز
- سكالغيرلز

## وصلات خارجية
- ميشيرو ياماني على موقع IMDb (الإنجليزية)
- ميشيرو ياماني على موقع ميوزك برينز (الإنجليزية)
- ميشيرو ياماني على موقع ديسكوغز (الإنجليزية)
- Michiru Yamane Official Site
- Castlevania – The Concert